# Lido Cine
Lido Cine va obrir el 10 d'octubre de 1929, anteriorment anomenat Pathé Cinema, i que posteriorment serà Actualidades i Alcàzar. Aquest cine va incorporar al seu gran vestíbul un salonet de te i també vitrines per a exposicions.
A la direcció continuava CINAES. El primer programa que es va projectar va ser Venganza i ¡Vaya niña!. Va ser un cinema que es va especialitzar amb pel·lícules de vanguardia, com Melodía del corazón amb Dita Parlo i Willy Fritsch.
El Lido també va formar part de l'empresa CINAES i va programar conjuntament amb el cinema Capitol.
El novembre de 1931 el cinema inaugura les sessions dominicals infantils amb "La calle de la Paz" i un programa de Harold Lloyd. Va dur a terme sessions de cine club a la seva sala de projeccions, com les que organitzava "L'Ocell de Paper".
El gener del 1933 va tancar les portes. Per obrir-les l'1 d'abril, sota el nom d'Actualidades.